# 彭應時 (嘉靖武進士)
彭應時（15世紀—1558年），浙江紹興府山陰縣人，明朝軍事人物。

## 生平
彭應時本為儒生，慷慨有俠義風度，喜歡閱讀《孫吳兵法》，擅長大刀和射箭，每次發射箭必中目標，而寫作詩歌亦氣勢不凡；嘉靖四年棄文習武（1525年）中武舉人，次年（1526年）聯捷武進士，獲授紹興衛鎮撫，當時正值倭寇入侵，浙江巡撫王忬知道其才幹，命令他訓練士兵，三十七年（1558年）賊人首領蕭顯被參將盧鏜攻擊，自松江走入浙江，對方命他在海塘攔截，他率領步兵百人守衛樹林，但在乍浦遭敵方包圍，他倉卒拿著三支箭殺死三人，不久他自知無法對抗，於是邊罵邊向前殺敵，身中三十餘刀、流血入鎧甲依舊力戰，忽然馬匹傾倒，因此遇害。他材力兵技冠絕一時，尤其精於騎射，練兵也善於撫恤部下，因此他死後人們都覺得可惜，清朝乾隆四十一年（1776年）賜祀忠義祠。

## 引用
1. 1 2  萬曆《紹興府志·卷三十四·選舉志六》：武科……皇明……嘉靖丙戌科……彭應時 山陰人，初為諸生，慷慨喜任俠，好讀孫吳，善射，發必中，又善舞大刀，走馬上下觀者絕倒，為古詩歌有奇氣。登武科，授鎮撫，會倭奴之亂，督府統兵圍賊于乍浦，應時受命率步卒百人守衛樹林；賊數百人突圍來，應時倉卒遇之，挾三矢殺三人，賊既眾，且死命兵却，應時怒罵獨奮而前，身被三十餘創，流血沁甲猶力戰不屈，馬忽顛遂遇害，人皆壯其勇，而□其□□。
2. ↑  嘉慶《山陰縣志·卷十·選舉一》：彭應時 以上（嘉靖）乙酉科（武舉人）
3. ↑  乾隆《紹興府志》·卷五十五·人物志十五：彭應時，山陰人，以儒生中武科，授紹興衛鎮撫，嘉靖中倭警，都御史王忬知其材，檄使練士，三十七年賊首蕭顯為參將盧鏜所攻，自松江走入浙境，令應時截之于海塘，至乍浦賊掩至乃奮鬬，身被數創猶督戰不已，遂死于陣。應時性聰敏能詩文，材力兵技冠絕一時，而尤精于騎射，其練兵也善撫士卒，人樂為之用，及其死也，人皆惜之 《籌海圖編》 ，乾隆四十一年賜祀忠義祠 《勝朝殉節諸臣錄》應時以鎮撫擊賊乍浦，為賊所掩，墜馬死 。